# Kristjan Palusalu
Kristjan Palusalu   (Saulepi Rural Municipality, 10 de març de 1908 - Tallinn, 17 de juliol de 1987) va ser un lluitador estonià que va compaginar la lluita lliure i la lluita grecoromana durant la dècada de 1930. Fou el primer i únic lluitador de la història olímpica a guanyar la prova del pes pesant tant en l'estil lliure com grecoromà.
S'inicià en la lluita el 1929 i el 1931 ja guanyà el seu primer campionat estonià de lluita. La Gran Depressió va fer que no pogués participar en els Jocs Olímpics de 1932 perquè Estònia no hi envià cap equip.
El 1936 va prendre part en els Jocs Olímpics d'Estiu de Berlín, on va disputar dues proves del programa de lluita, una de lluita lliure i una altra de lluita grecoromana. En ambdues, el pes pesant de lluita lliure i el pes pesant de lluita grecoromana, guanyà la medalla d'or. El triomf fou celebrat arreu d'Estònia amb Palusalu i altres atletes estonians recorrent el país en ferrocarril donant discursos. Un terç dels habitants de Tallinn van anar a saludar-lo i el govern estonià li va regalar una granja. El 1937 guanyà el Campionat d'Europa de lluita d'estil grecoromà del pes pesant. A nivell nacional va guanyar 12 títols d'Estònia i el 1936 va ser escollit com a esportista estonià de l'any. El 1938 s'hagué de retirar de la competició per culpa d'una lesió a l'esquena.
Després que la Unió Soviètica ocupés Estònia el 1940, Palusalu va ser enviat a fer treballs forçats a Kotlas el 1941. Va intentar escapar amb altres presoners però va ser capturat al cap d'uns dies. Després va ser condemnat a mort juntament amb els seus companys fugitius, però se li va donar l'oportunitat d'anar a lluitar al front contra Finlàndia en la Guerra de Continuació. Allà va desertar cap al costat finlandès.
Va ser empresonat, però poc després se li va permetre tornar a la seva terra natal, aleshores sota ocupació alemanya. El 1944, amb l'arribada de l'exèrcit soviètic, va ser detingut de nou. Fou enviat a un camp de presoners a Sibèria, on va estar reclòs durant dos anys. Posteriorment se li va permetre treballar com a entrenador i àrbitre, així com participar en algunes competicions a Estònia.